# Reckow (Adelsgeschlecht)

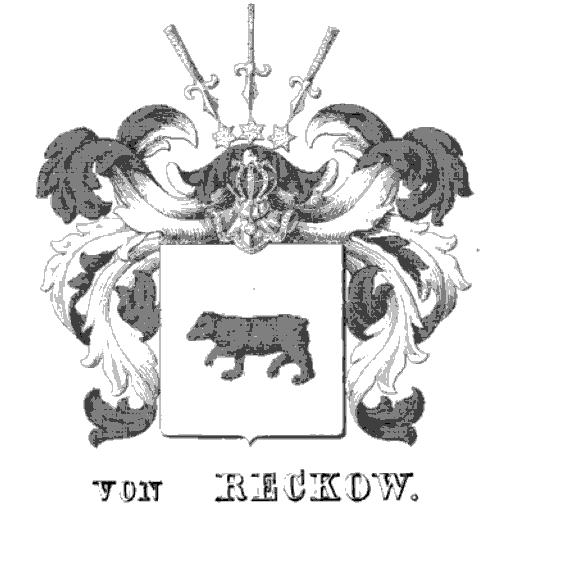
Wappen der Familie Reckow

von Reckow ist der Name eines pommerschen Adelsgeschlechts.

## Geschichte
Das Geschlecht erscheint urkundlich erst im Jahr 1344 mit dem Ritter Rekow 1344 und beginnt seine Stammreihe mit Jarislaus von Reckow, urkundlich genannt 1422–1496. Gegen Ende des 15. und namentlich zu Anfang des 16. Jahrhunderts wurde Hans Reckow 1517 von Herzog Bogislaw X. mit dem ganzen Dorf Alt Gutzmerow belehnt. Er hatte es zuvor von Lorenz Gutzmerow gekauft. Im Jahr 1523 musste er ein Pferd zur Musterung stellen. 1575 war Alt Gutzmerow ein Lehen der Familie Wobeser.
Im Jahr 1575 belehnte Herzog Johann Friedrich Asmus Reckow aus Lübzow (Lübbetzow) mit halb Lübbetzow samt einem Hofe und drei Hufen, einigen Wiesen, die Herrenwiesen genannt, dem Mühlenland usw. Er erteilt auch gleichzeitig seinem Vetter Peter von Reckow aus Stolp und dessen männlichen Leibeserben die gesamte Hand an diesen Gütern, was 1601 vom Herzog Barnim bestätigt wurde. Im Besitz dieses Gutes verblieb die Familie noch bis Mitte des 18. Jahrhunderts, wo zuerst der Leutnant Bernhard Friedrich von Reckow 1741 seinen Anteil an seinen Stiefvater den Leutnant Claus von Pirch für 7039 Taler und 3 Groschen erblich verkaufte und 1747 Ludwig Lorenz von Reckow auch sein Anteilgut dem Leutnant Claus Sigismund von Lettow (1715–1787) für 2100 Taler veräußerte und somit das Gut komplett aus dem Besitz des Geschlechts kam. Im Jahr 1773 kaufte der Hauptmann Joachim Christian Casimir von Reckow vom Lieutenant Caspar Otto von Massow dessen Anteil von Lodder erblich für 2800 Taler, welches 1787 noch im Besitze der Gebrüder Carl Friedrich von Reckow und Ewald August von Reckow war. Außerdem hatte ein Leopold von Reckow die Güter Kamnitz und Klein Volz inne. Im Jahr 1613 starb Joachim von Reckow als Hauptmann von Marienfließ.

## Besitzungen
Zum Grundbesitz des Geschlechts gehörten die Güter:
- Beltz (1602)
- Falkenhagen (Kreis Rummelsburg) (1737–1781)
- Gambin (Stolp) (1536)
- Alt Gutzmerow (1517–1523)
- Kleschinz (Kreis Stolp) (1824–1847)
- Kamnitz (Kreis Rummelsburg) (1767–1855)
- Koprieben
- Lodder (Kreis Rummelsburg) (1763–1787)
- Lübzow (1575–1579)
- Moratz (1814–1815)
- Prochnow (Kreis Dramburg) (1774)
- Storkow (Kreis Neustettin) (1836–1842)
- Klein Volz (1787)
- Wussowke (1748)
- Zechendorf (1837)

## Wappen
Im silbernen Feld ein schwarzer rechts hin schreitender Bär. Auf dem Helm über drei sechseckigen goldenen Sternen drei mit den Spitzen nach unten gerichtete Knebelspieße, Helmdecken schwarz und silbern.

## Bekannte Familienmitglieder
- Eduard von Reckow (1769–1835), preußischer Generalleutnant
- Heinrich von Reckow (1815–1895), preußischer Generalmajor
- Joachim von Reckow (1898–1976), deutscher Zahnarzt und Hochschullehrer